# Deniz Sağdıç
Deniz Sağdıç (Mersin, 1981 o 1982) és una pintora turca. S'ha graduat de la Facultat de Belles Arts de la Universitat de Mersin el 2003. Va arribar a ser coneguda amb les seves exposicions "Tin" (ànima en turc) i "Ready-ReMade". Sağdıç va ser una de les organitzadores de la reunió artística "Together-Birlikte", el desembre de 2016, a Istanbul, on artistes turcs i sirians van treballar en conjunt per a esborrar les empremtes de la guerra a Síria.